# Julie von Jenner
Salome Julie von Jenner (* 1787 in Bern; † 5. Mai 1860 ebenda) war eine Wohltäterin und Stifterin des Jennerspitals in Bern.

## Nachlass
Julie von Jenner war eine Tochter des Offiziers Karl Samuel von Jenner und der Anna Salome Julia von Ernst, Enkelin des Venners Franz Ludwig Jenner und der Marianne Haller und damit eine Urenkelin Albrecht von Hallers. Gottlieb Abraham von Jenner war ihr Onkel, ihr jüngster Bruder war der bernische Regierungsrat Ludwig von Jenner. Durch Testament vom 27. August 1858 hat Julie von Jenner eine Stiftung ins Leben gerufen mit dem Zweck, ein Spital für die Pflege kranker Kinder zu errichten und zu betreiben. Das Spital wurde an der Gerechtigkeitsgasse 60 eingerichtet. Später konnte ein Neubau südlich des Inselspitals bezogen werden. Der Erweiterungsbau der Insel in der Mitte der Siebzigerjahre des 19. Jahrhunderts brachte eine Vergrösserung des Jennerspitals. Seit Beginn des 20. Jahrhunderts war eine sprunghafte Entwicklung eingetreten, so dass die Stiftung alleine den Spitalbetrieb nicht mehr finanzieren konnte. Der Staat Bern bezahlte infolgedessen den grössten Teil der Betriebskosten. Der Staat nutzte das Jennerspital nach und nach als Lehranstalt und Forschungsinstitut für Kinderkrankheiten.
Der Stiftungsrat des damaligen Jennerspitals, der Staat Bern und die Direktion des Burgerspitals, als die von Fräulein von Jenner eingesetzten Erben, kamen deshalb 1962 vertraglich überein, die Baulichkeiten des Jennerspitals samt Inventar dem Staat Bern zu verkaufen und den Verkaufserlös in der Form einer veränderten Jenner-Stiftung für die Unterstützung von kranken Kindern bedürftiger Eltern zu verwenden. Auf diese Weise kann dem Willen der Stifterin in zweckmässiger Weise rechtlich und praktisch nachgelebt werden.
Das Jennerspital wurde in der Folge in das Inselspital integriert und von diesem betrieben. Das alte Spitalgebäude wurde bis 1978 als Kinderklinik und dann während 20 Jahren für unterschiedliche Zwecke genutzt. 1998 wurden die Bauten abgebrochen.
2022 erhielt das Gebäude der aktuellen Kinderklinik im Berner Inselspital den Namen «Julie-von-Jenner-Haus».